# Episodi di Paquita Salas (seconda stagione)
La seconda stagione della serie televisiva Paquita Salas, composta da 5 episodi, è stata interamente pubblicata il 29 giugno 2018 sulla piattaforma Netflix in tutti i paesi in cui il servizio è disponibile.
| nº | Titolo originale               | Titolo italiano | Pubblicazione Spagna | Pubblicazione Italia |
| -- | ------------------------------ | --------------- | -------------------- | -------------------- |
| 1  | La voz de la secta             | Episodio 1      | 29 giugno 2018       | 29 giugno 2018       |
| 2  | Solidaria                      | Episodio 2      | 29 giugno 2018       | 29 giugno 2018       |
| 3  | El secreto                     | Episodio 3      | 29 giugno 2018       | 29 giugno 2018       |
| 4  | El último torrezno en Tarazona | Episodio 4      | 29 giugno 2018       | 29 giugno 2018       |
| 5  |                                | Episodio 5      | 29 giugno 2018       | 29 giugno 2018       |